# Casa Milà
Casa Milà neboli La Pedrera je budova známého architekta Antonia Gaudího v Barceloně ve Španělsku. Stavěla se od roku 1906 až do roku 1910. Nachází se na Paseig de Gracia. Secesní stavba s prvky španělské gotiky a baroka byla zapsána v roce 1984 k dalším Gaudího dílům na seznam světového dědictví UNESCO.
Byla to poslední světská stavba Antonia Gaudího, který pak všechny své síly věnoval už jen chrámu Sagrada Família. 
Dům je zapsán v katalogu moderní architektury mezinárodní organizace Iconic Houses, která sdružuje mimořádná díla světových architektů, architektonicky významné domy, domy umělců a ateliéry z 20. století přístupné veřejnosti jako domovní muzea.

## Historie
Stavbu domu si objednal vlivný aristokrat Pere Milà i Camps se svou vyvolenou, bohatou vdovou Rosarií Segimon i Artells.
Stavba se poněkud protáhla, protože dům byl širší a vyšší, než bylo stanoveno. Proto dostali i několik pokut. Spory mezi Antonim Gaudím a Rosárií Segimon i Artells ve věcech estetických, ale především finančních vedly k rozvázání smlouvy.
Budova zůstala nedokončená. Na svou dostavbu musela počkat až do nedávných let. Po přerušení práce na domě vstoupil Antoni Gaudí do posledního uměleckého období. Hluboce se ponořil do askeze.
Během španělské občanské války byla La Pedrera obsazena katalánskou stranou, jejíž generální tajemník byl Joan Comorera.
Majitelé domu, kteří byli na dovolené, se vrátili domů po válce. Pere Milà i Camps zemřel v roce 1940, a o pár let později, v roce 1946, jeho žena prodala majetek CIPSA (Provence Estate Company, SA) a zůstala ve svém bytě až do své smrti v roce 1964.

## Popis stavby

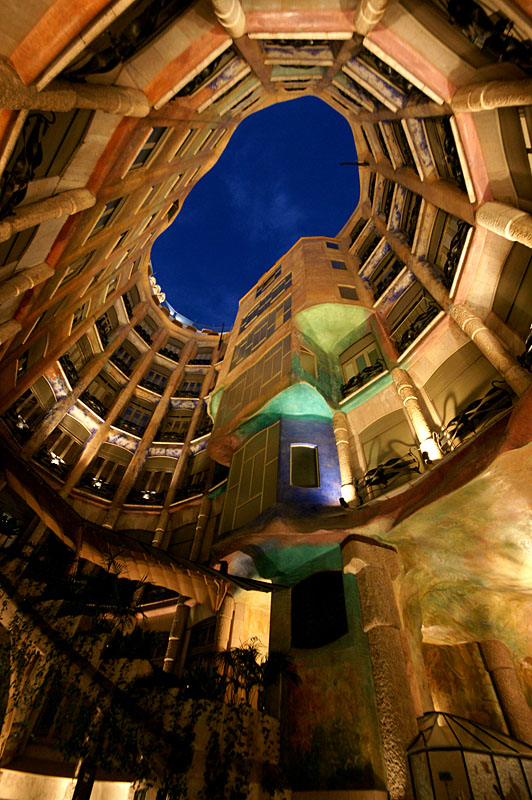
Casa Milà, atrium s noční oblohou

Tam, kde to bylo možné, se Antoni Gaudí vyhnul přímým liniím. Týká se to stropů, stěn i dveří.
Fasáda domu, přezdívaného La Pedrera („kamenolom“), má všechno zakřivené, hrbaté a vyhloubené. Celá vypadá jako skála erodovaná mořem a větrem a je vyrobena z vápence. V roce 1905 byl Gaudí na vrcholu své tvorby, formoval materiál a nechal průchod své fantazii. V přízemí vytvořil sloupy a střechu ozdobil podivnými komíny. Velká členitost obvodu stavby umožnila vynechání nosných zdí.
Skládá se z šesti poschodí točících se kolem dvou nádvoří, jednoho oválného a druhého kruhového.
Suterén, kde se nachází garáž, má velké železné pilíře.
Balkony jsou pokovány železem s dekorem abstraktních motivů a rostlin.

### Interiér
Interiér je tak křiklavý jako exteriér. Půvab domu podtrhuje schodiště vedoucí od vchodu k bytům. Za povšimnutí stojí mimořádná pozornost, kterou Gaudí věnoval každému detailu od výzdoby stropu až po původní vzor kovaného zábradlí.
Byty jsou vybaveny dobovým nábytkem, který dokládá funkčnost a udivující modernost architektonických postupů Antonia Gaudího.
Architekt u tohoto domu uplatnil i některé novinky, dnes už pokládané za běžný standard, například propojení kuchyně s jídelnou nebo samostatnou koupelnu pro každou ložnici. Interiér dokončoval jeho spolupracovník Josep Maria Jujol.

## Současnost
V současné době ve vlastnictví Fundació Catalunya-La Pedrera. V prvním patře jsou veřejně přístupné dva byty, zařízené původním nábytkem.
Uvnitř budovy se nachází též malé muzeum, kde si můžeme prohlédnout všechny mistrovy výtvory. Kromě modelů budov doprovázených fotografiemi jsou tu i obrazové záznamy z umělcova života. Přístupná je i členitá terasa na střeše s bizarními komíny a vyhlídkami do širokého okolí. Budova slouží také jako kulturní centrum s kavárnou a kromě komentovaných prohlídek se zde konají různé přednášky, besedy, koncerty, promítání filmů a jiné kulturní akce.

## Galerie

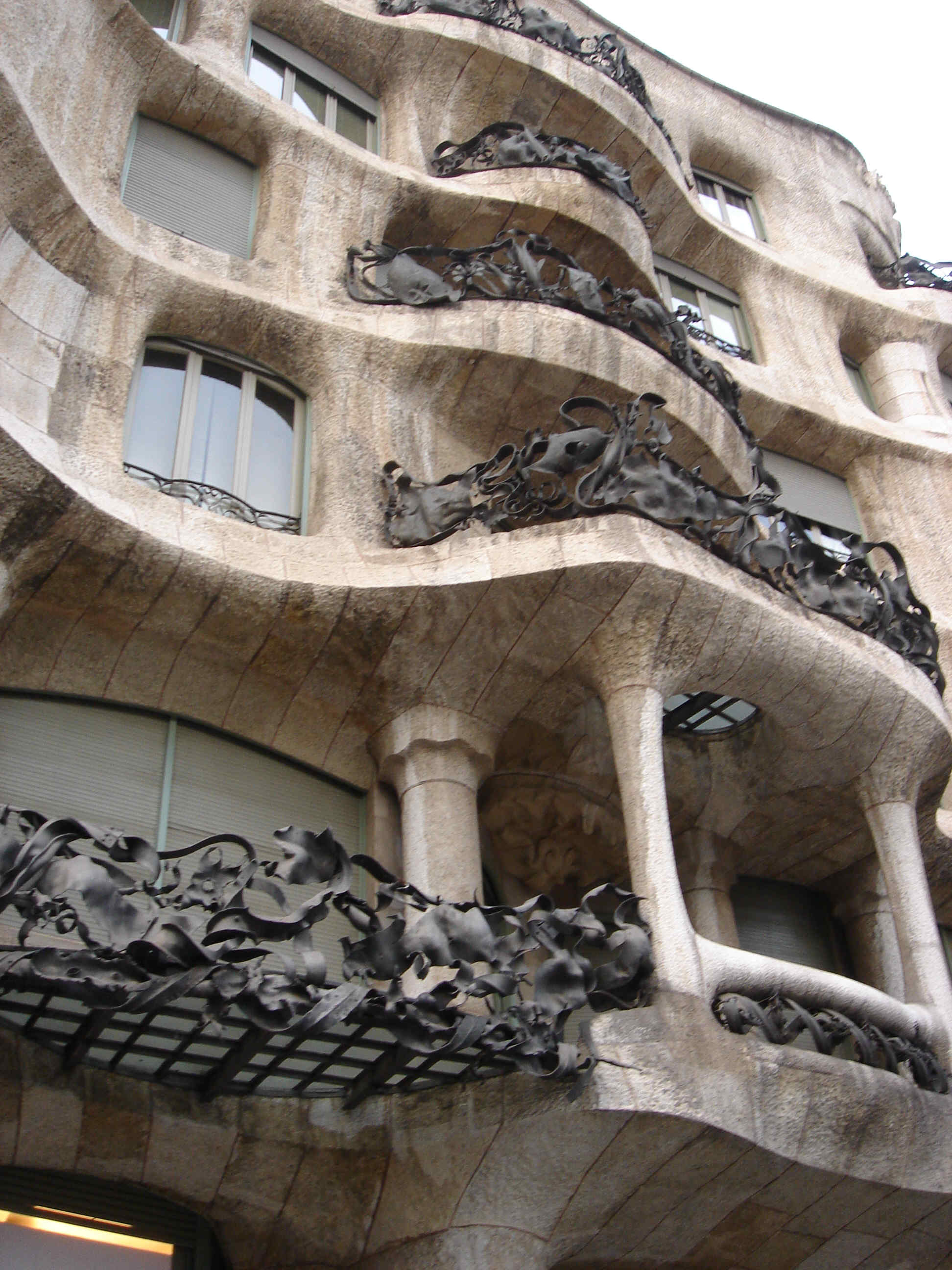
Balkon
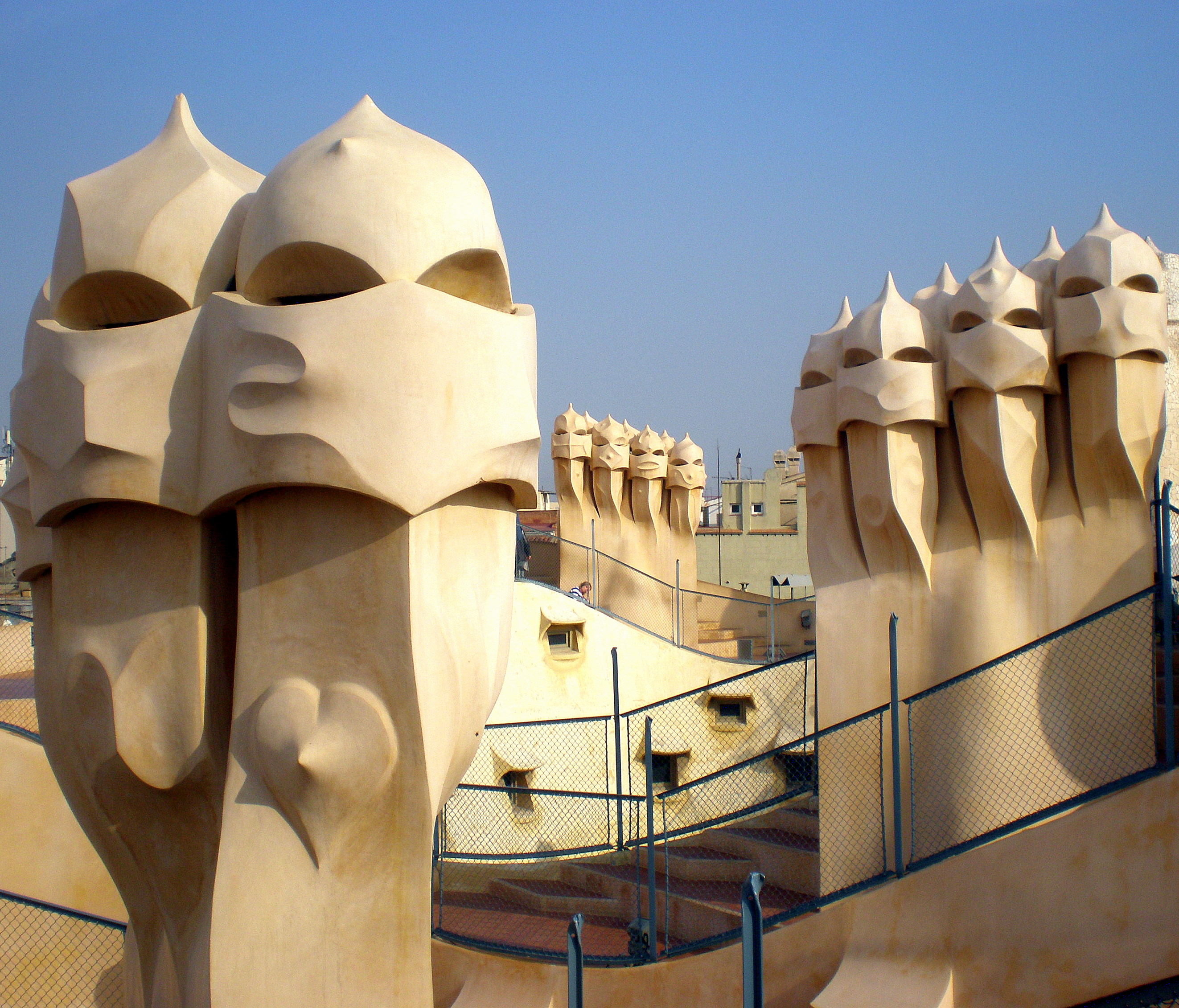
Střecha domu Milà s pozoruhodnými komíny připomínající bojovníky
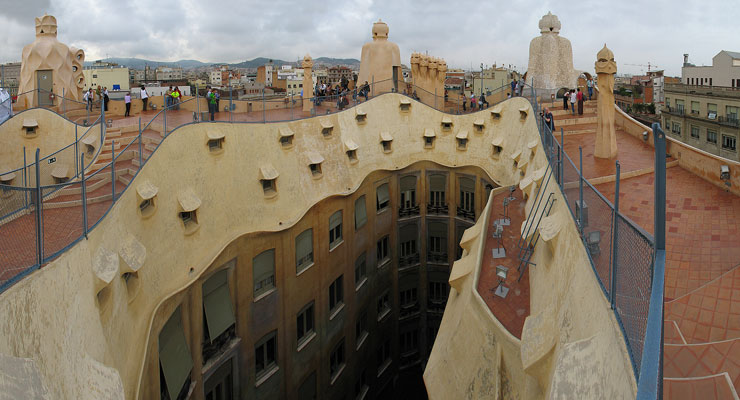
Pohled ze střechy do vnitřního dvora
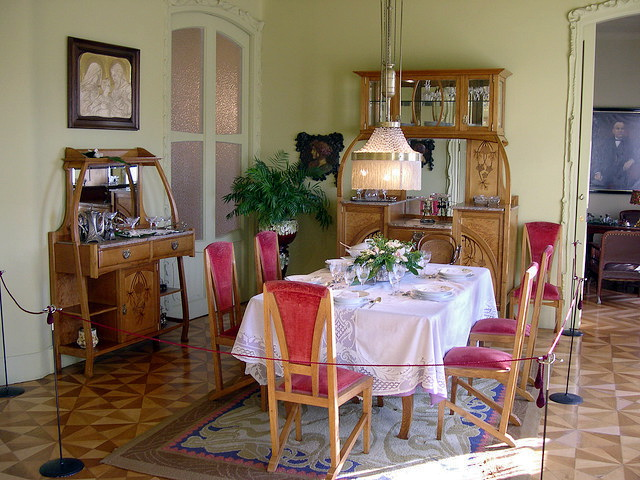
Jídelna
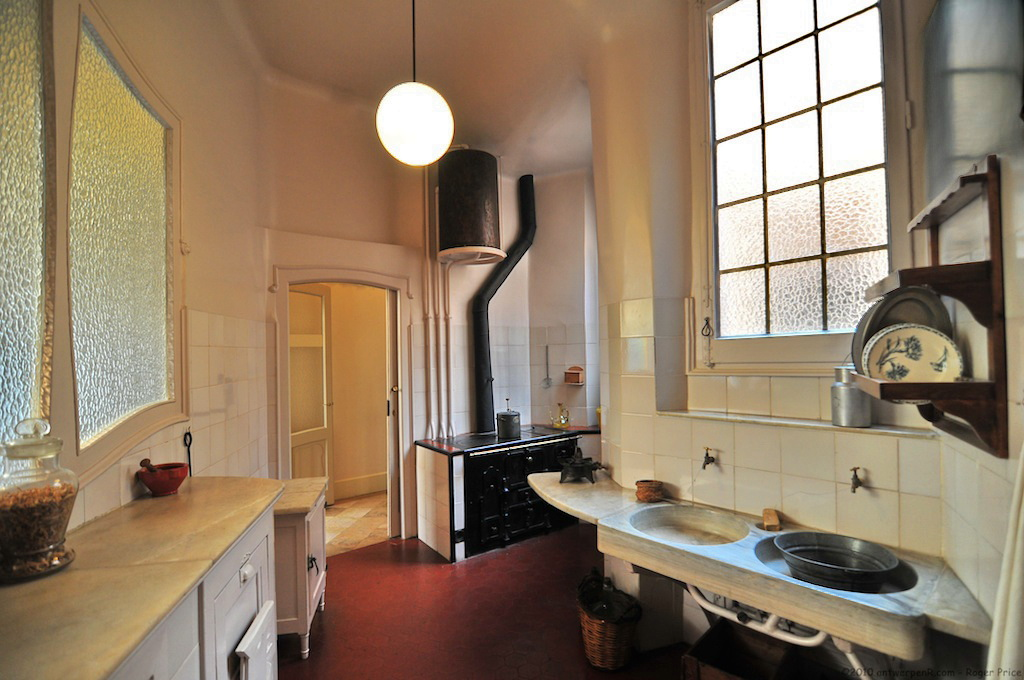
Kuchyně
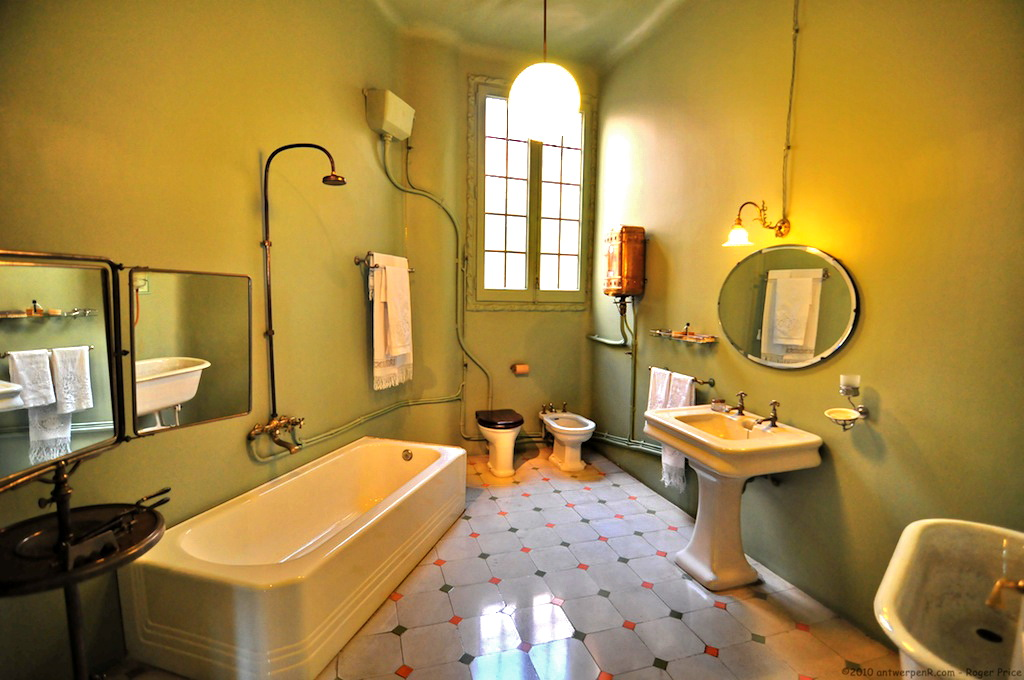
Koupelna